# スィルチャン
スィルチャン（ロシア語: Сырчан）は、12世紀前半のポロヴェツ族のハンである。シャルカンの子。

## 概要
スィルチャンの率いるオルダは、ルーシの公ウラジーミル2世と、その子のムスチスラフ1世の積極的な遠征によって、何度も遊牧地を変えた。その後、ドネツ川右岸の支流に面したステップを居留地に定め、遊牧した。1118年にジョージア王ダヴィト4世の招きによってジョージアに移住したオトロクは、スィルチャンの兄弟にあたる。
『イパーチー年代記』には、スィルチャンがジョージアへ使者を送り、オトロクを呼び戻したいきさつに関する、以下のような詩的な物語が記述されている。この記述によれば、1125年、スィルチャンは、オトロクに故郷へ帰ることをうながすために、歌い手のオレフを遣わした。オトロクはオレフの歌を聞いても感ずるところはなく、帰還をためらった。するとオレフは、スィルチャンの命令に従って、故郷のステップのヨモギを差し出した。これによって、望郷の念を思い起こされたオトロクは、まもなくステップへと戻ってきたという。

## 文学作品
スィルチャンは、帝政ロシアの詩人アポロン・マイコフ(ru)の詩・『蓬草』において、主要人物の一人として登場している。